# سر گرز نارمر
سرِ گُرزِ نارمر (انگلیسی: Narmer Macehead) یک سنگ تزئینی باستانی مصر است. این سر گرز در «محل اصلی» در منطقه معبد شهر باستانی نخن توسط جیمز کویبل در سال ۱۸۹۸ پیدا شد. این سر گرز به دوران دوره آغازین دودمانی مصر و حکومت پادشاه نارمر (حدود قرن ۳۱ پیش از میلاد) که سِرِخ او بر روی آن حک شده است، برمی‌گردد. این سر گرز اکنون در موزه اشمولین، آکسفورد نگهداری می‌شود.

## طرح‌ها
سر گرز نارمر بهتر از سر گرز عقرب حفظ شده و تفسیرهای گوناگونی از آن شده است. یک نظر این است که، همانند تخته‌رنگ نارمر، وقایعی که روی آن نقش شده، سال ساخت و ارائه آن به معبد را ثبت کرده است، که این یک رسم است که از یافته‌های دیگر در نخن شناخته شده است. نظریه‌ای که توسط دانشمندان پیشین از جمله فلندرز پتری و والتر امری ارائه شده است، این است که گرز به مناسبت‌هایی بزرگ مانند جشن سد نارمر یا ازدواج او با ملکه احتمالی نیث‌هوتپ ساخته شده است.

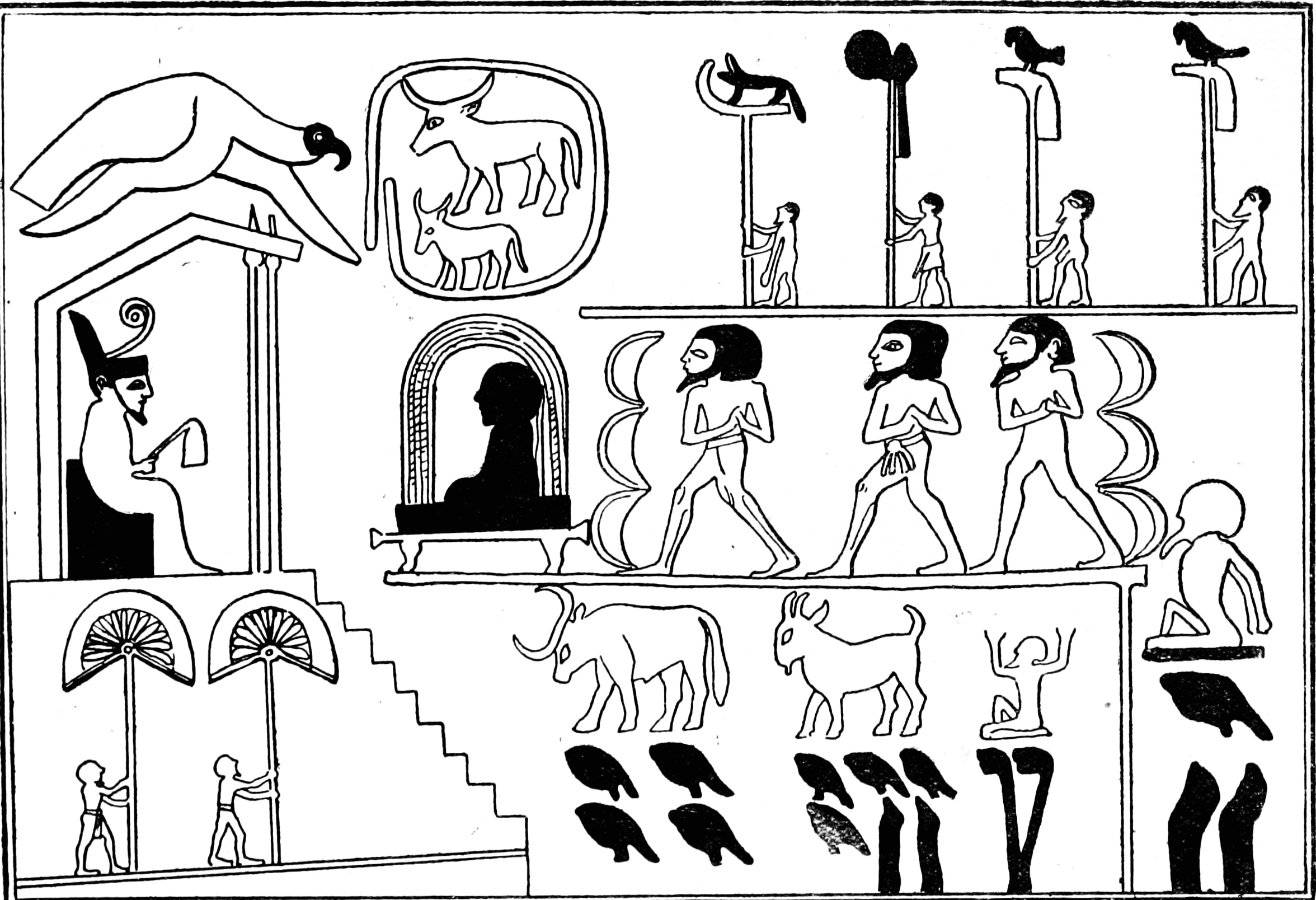
سر گرز نارمر (نقاشی). این طرح نشان می‌دهد که اسیران به فرعون نارمر که بر تخت ناؤس نشسته، ارائه می‌شوند. این صحنه یک مراسم را نشان می‌دهد که در آن اسیران و غنایم به شاه نارمر که زیر سایبانی بر روی سکویی نشسته، ارائه می‌شوند. او تاج قرمز مصر سفلی را بر سر دارد، تازیانه‌ای در دست دارد و در یک ردا پوشیده شده است. در سمت چپ، نام نارمر در داخل نمای کاخ (سِرِخ) که با یک شاهین بالای آن است، نوشته شده. در پایین، گزارشی از غنایم حیوانی و انسانی آمده است؛ ۴۰۰٬۰۰۰ گاو، ۱٬۴۲۲٬۰۰۰ بز، و ۱۲۰٬۰۰۰ اسیر. موزه اشمولین، آکسفورد.

در سمت چپ این گرز، پادشاهی در زیر سایه‌بانی روی تخت نشسته است؛ او تاج دِشرِت را بر سر دارد و در یک ردای بلند پوشیده شده است. پادشاه یک تازیانه در دست دارد و بالای سایه‌بان، کرکسی، احتمالاً الهه محلی نخبت، با بال‌های گسترده پرواز می‌کند. نخن یا نخن یکی از چهار مرکز قدرت در مصر علیا بود که پیش از یکپارچگی مصر علیا در پایان دوره پیش‌دودمانی وجود داشت. اهمیت مذهبی هیرکون‌پولیس تا مدت‌ها پس از کاهش نقش سیاسی آن ادامه داشت. دقیقاً در مقابل پادشاه یک تخت دیگر یا احتمالاً تخت روان قرار دارد که بر روی آن شخصی نشسته است که رو به پادشاه دارد. این فرد به عنوان شاهزاده‌ای که برای ازدواج به پادشاه معرفی می‌شود، فرزند پادشاه یا یک ایزدبانو تفسیر شده است. این تخت با ساختاری کمانی پوشیده شده و پشت آن سه ردیف ثبت وجود دارد. در ردیف مرکزی، خدمتکارانی در پشت تخت راه می‌روند یا می‌دوند. در ردیف بالایی، یک محوطه، با چیزی شبیه به یک گاو و گوساله، ممکن است نماد نوم تب‌کا، یا الهه هاتور و پسرش حوروس باشد، الهه‌هایی که از قدیمی‌ترین زمان‌ها با پادشاهی مرتبط بوده‌اند. پشت محوطه، چهار پرچم‌دار به سمت تخت نزدیک می‌شوند. در ردیف پایینی، در مقابل بادبزن‌دارها، مجموعه‌ای از هدایا قرار دارد.

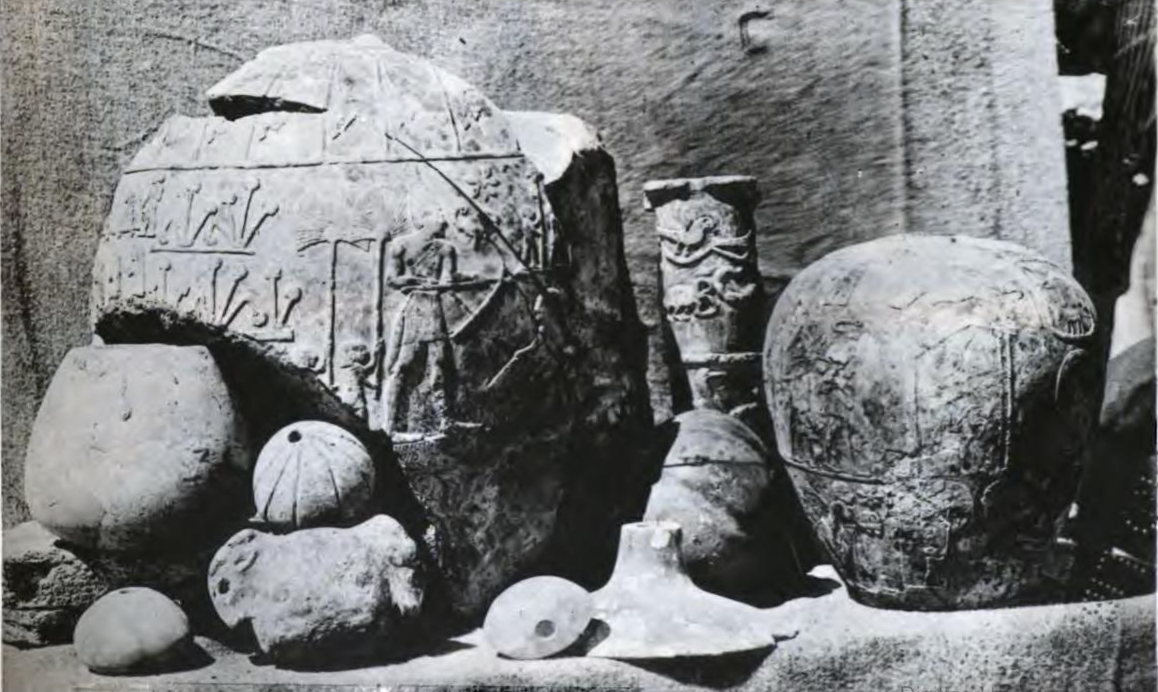
سر گرز نارمر (راست) در زمان کشف، نخن

در قسمت مرکزی سر گرز، پشت تختی که پادشاه بر آن نشسته، فردی دیده می‌شود که مانند حامل صندل فرضی روی لوحه نارمر است، که بالای سر او نیز طرح گُل‌مانند دیده می‌شود. او به دنبال مردی که یک تیر بلند حمل می‌کند، در حال حرکت است. بالای سر او سه مرد دیگر در حال راه رفتن هستند که دو نفر از آن‌ها تیرهای بلند حمل می‌کنند. سِرِخ که نشانه‌های نارمر را به نمایش می‌گذارد، بالای سر این مردان دیده می‌شود.
در میدان بالایی سمت راست میدان مرکزی، یک ساختمان، شاید یک زیارتگاه، با حواصیلی که بر روی سقف آن نشسته است، دیده می‌شود. زیر آن، یک محوطه سه حیوان، احتمالاً شاخ‌درازان را نشان می‌دهد. این طرح به عنوان نشانه‌ای از شهر باستانی بوتو تفسیر شده که رویدادهای توصیف شده روی گرز ممکن است در آنجا رخ داده باشند.